# La Chaise (Sitzmöbel)

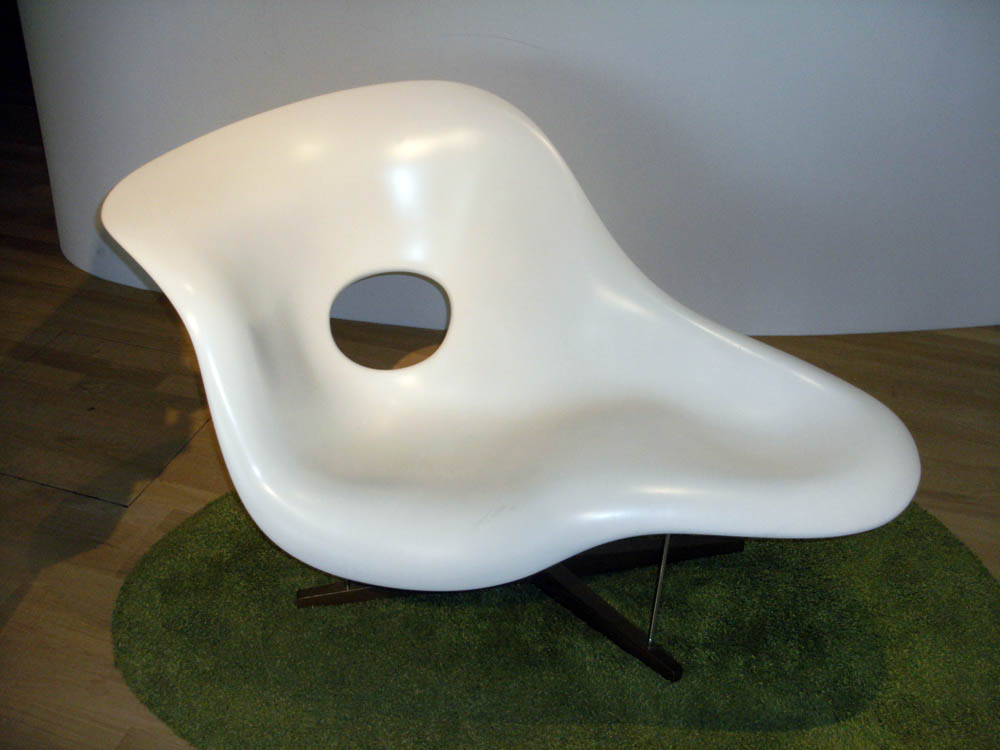
Die geschwungene Sitzschale hat eine Öffnung nach hinten

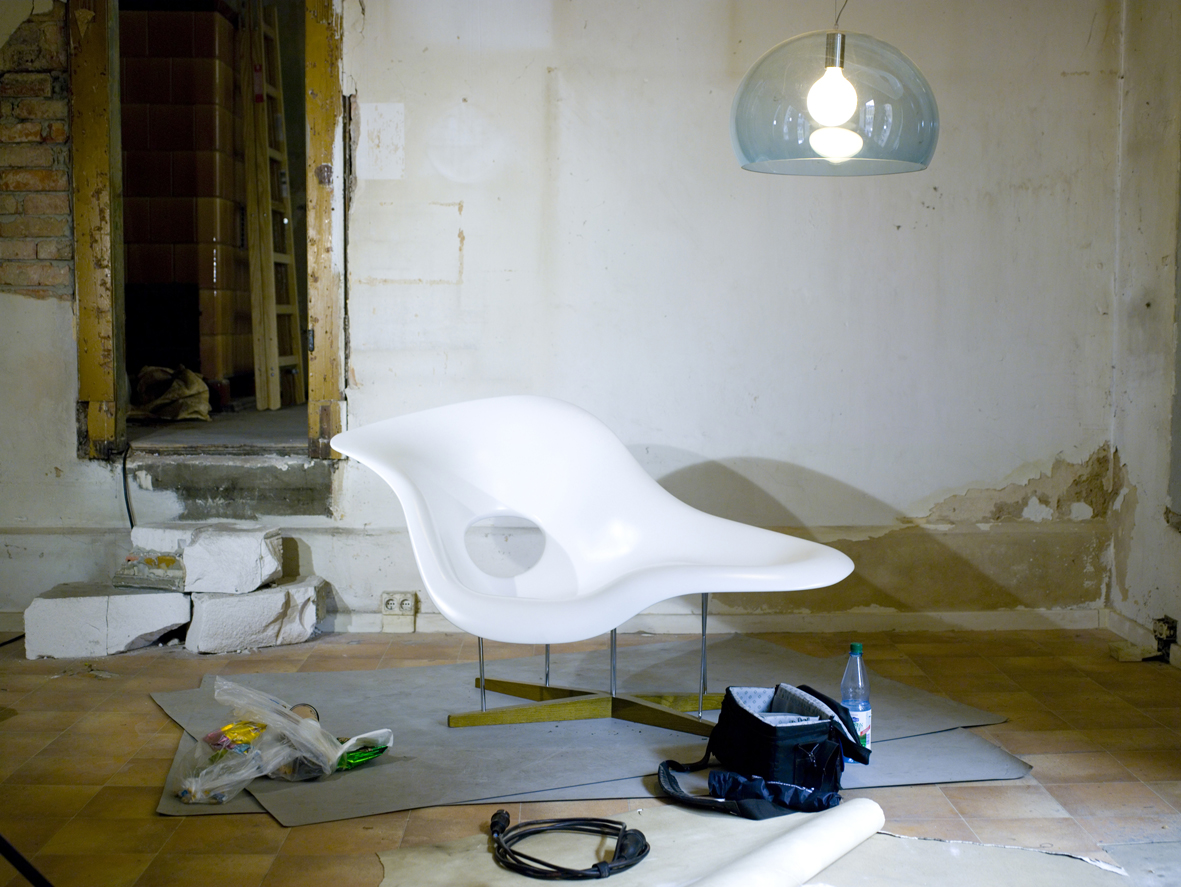
La Chaise

La Chaise ist ein 1948 von Charles und Ray Eames entworfenes Sitzmöbel, das an die Form einer Chaiselongue erinnert. Seit 1991 produziert der Schweizer Möbelhersteller Vitra, der auch andere Entwürfe der Eames herstellt, den Entwurf in Serie.
Für einen Wettbewerb des Museum of Modern Art (MoMA) in New York ließen sich die beiden Designer von der Skulptur „Floating Figure“ des Bildhauers Gaston Lachaise sowie den Arbeiten von Barbara Hepworth und Henry Moore inspirieren. Das Möbelstück war der Beitrag des Paars zum Wettbewerb für kostengünstiges Design, das 1949 bei der Ausstellung für Modern Living im MoMA gezeigt wurde. Seitdem ist La Chaise in den Fundus des Museums aufgenommen und in der Abteilung für Möbeldesign ausgestellt. Auch andere Museen mit Ausstellungen von Produkt-Design wie das Gemeentemuseum in Den Haag stellen La Chaise aus. 
Die Eames berechneten, dass die Produktion der Sitzschale 15 US-Dollar und die der Unterkonstruktion 12 US-Dollar kosten würde. Für die Serienproduktion wurden damals andere Entwürfe der Designer ausgesucht. Als die Serienproduktion des La Chaise in den 1990ern, nach dem Tod beider Designer, aufgenommen wurde, lagen die Verkaufspreise wesentlich höher. 
Die geschwungene, weiß lackierte Sitzschale aus Fiberglas, mit einer rundlichen Aussparung in der Mitte, lagert auf fünf Füßen aus verchromtem Stahldraht, die in einem Eichenholz-Kreuz enden. Die Konstruktion ist insgesamt 87 cm hoch, 150 cm breit und 90 cm tief. Der Prototyp der Eames war aus Hartgummi und nicht Fiberglas hergestellt.  
Der United States Postal Service gab 2008 eine Briefmarken-Sonderserie zu Ehren von Charles und Ray Eames heraus. La Chaise war auf einer dieser Briefmarken abgebildet.